# Polyosma oligantha
Polyosma oligantha är en tvåhjärtbladig växtart som beskrevs av John Raymond Reeder. Polyosma oligantha ingår i släktet Polyosma och familjen Escalloniaceae. Inga underarter finns listade i Catalogue of Life.